# هولدن وی‌ان کمودور
هولدن وی‌ان کمودور (Holden VN Commodore) خودرویی است که در سال‌های ۱۷ August ۱۹۸۸ تا October ۱۹۹۱در استرالیا تولید شده‌است.
این خودرو در کلاس خودرو سایز بزرگ قرار گرفته و طراحی آن خودروهای موتور جلو-محور عقب بوده است. سیستم جعبه‌دندهٔ آن ۴ دنده به دو صورت خودکار و دستی است.

## نگارخانه

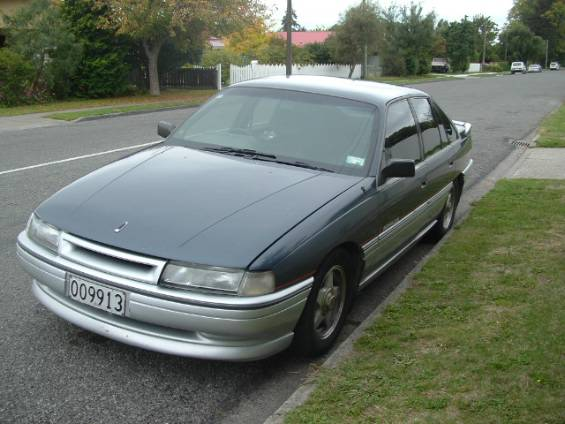
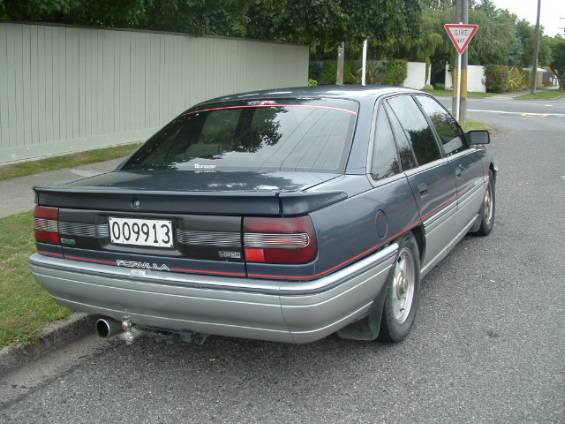